# 2009年のドイツ
2009年のドイツでは、2009年のドイツに関する出来事について記述する。

## できごと

### 1月
- 1月5日 - 世界的な大富豪アドルフ・メルクルが、ドイツ南部の町ブラウボイレンで、列車に飛び込み自殺。金融危機に伴う業績悪化が原因と見られている [1][2]。
- 1月16日 - メルケル首相、プーチン露首相とベルリンで会談し、ウクライナとのガス紛争について、早期解決を要請した [3]。
- 1月28日 - 中国の温家宝首相、ベルリン訪問。温家宝首相は、欧州5カ国歴訪の途中で、ドイツはその2番目の訪問国 [4]。

### 3月
- 3月3日 - ケルンで、ケルン市歴史文書館などの建物が突如崩壊。死者2名。歴史文書館では、保管していた貴重な資料多数が瓦礫の中に埋没。回収と修復には時間がかかると見られている [5][6][7][8][9]。
- 3月11日 - ヴィネンデン銃乱射事件。ドイツ南部シュトゥットガルト近郊のヴィネンデンにある実業中等学校で銃乱射事件が発生し、生徒ら15人死亡。犯人は学校の元生徒で、警官と銃撃戦の末、射殺された。事件はドイツ社会に衝撃を与え、メルケル首相は異例の記者会見を行った。また、事件に便乗し、欧州各国で銃乱射を予告するいたずらが相次いだ [10][11][12][13]。

### 4月
- 4月1日-2日 - 第2回20か国・地域首脳会合（G20首脳会合、金融サミット）、ロンドンで開催。2010年末までの総額5兆ドルの財政刺激策により、世界の成長率を4%押し上げ、大規模な雇用を創出するとする共同声明を採択[14][15][16]。ドイツは、フランスとともに金融規制強化を求めており、香港やマカオの扱いをめぐって中国の反対があったものの、タックス・ヘイヴン（租税回避地）の最新版リストの公表で合意を見た。リストは、経済協力開発機構（OECD）が公表した [17][18]。

### 5月
- 5月23日 - ドイツの次期大統領を選ぶ連邦集会（連邦議会議員と各州代表とで構成）が開かれ、1,223人の選挙人による投票で、現職のホルスト・ケーラーが再選。

### 6月
- 6月1日 - エールフランス447便墜落事故。乗員乗客計228人を乗せた旅客機が、ブラジルのリオデジャネイロからフランスのパリに向かう途中、大西洋上で墜落。乗客には、ドイツ人26人が含まれる。生存は絶望視されており、ブラジル軍が捜索を打ち切った6月26日までに、51人の遺体が収容された[19][20][21]。

### 9月
- 9月3日 - ルフトハンザドイツ航空、オーストリア航空の買収完了を発表。オーストリア航空を傘下に入れたことにより、欧州最大の航空会社となった [22]。
- 9月13日 - ドイツ連邦議会選挙を控え、キリスト教民主・社会同盟（CDU/CSU）が推すメルケル首相と左派の社会民主党（SPD）が推す次期首相候補のシュタインマイヤー外相が、テレビ討論。経済問題やドイツ軍のアフガニスタン駐留問題などを討議。大連立のパートナーである両者は、互いに激しい攻撃を避ける場面が目立った [23]。
- 9月17日 - バイエルン州アンスバッハで、18歳の男子生徒が学校に乱入。火炎瓶を投げつけ、斧で切りつけるなどして、生徒や教師計9人に重軽傷を負わせた。男子生徒は日ごろ「おとなしい」と思われていたが、自分のノートパソコンには人類愛や学校への憎悪を書き残していた [24][25]。
- 9月27日
  - ドイツ連邦議会選挙投開票。メルケル首相率いるキリスト教民主・社会同盟（CDU/CSU）と野党自由民主党（FDP）を合わせた中道右派が過半数の議席を獲得。左派の社会民主党（SPD）は大敗し、4年にわたった大連立政権を解消、下野することとなった [26][27][28]。
  - ドイツ最北端のシュレースヴィヒ＝ホルシュタイン州で州議会選挙投開票。中道右派のキリスト教民主同盟（CDU）が31.5%の票を得て勝利し、前回選挙に引き続き第一党を維持した [29]。
  - ドイツ北東部のブランデンブルク州で州議会選挙投開票。左派の社会民主党（SPD）が33.0%の票を得て勝利し、前回選挙に引き続き第一党を維持した [29]。
- 9月29日 - 社会民主党（SPD）のミュンテフェーリング党首、ドイツ連邦議会選挙大敗の責任をとり、辞意を表明 [30]。

### 10月
- 10月8日 - ノーベル文学賞に、ヘルタ・ミュラーが選ばれる。彼女はルーマニア出身 [31]。
- 10月16日 - ベルリンにある新博物館が修復を終え、約70年ぶりに再オープン。新博物館は第二次世界大戦中の爆撃で大きな被害を受け、長い間閉鎖状態だった。開館式には、メルケル首相が出席した [32][33]。